# البرا لیگور
البرا لیگور (به ایتالیایی: Albera Ligure) یک سکونتگاه مسکونی در ایتالیا است که در استان آلساندریا واقع شده‌است.

## خصوصیات
البرا لیگور ۲۱٫۴ کیلومترمربع مساحت و ۳۴۹ نفر جمعیت دارد و ۴۲۳ متر بالاتر از سطح دریا واقع شده‌است.